# Шнее Яків Ісидорович
Я́ків Ісидо́рович Шне́е (Шнеє) (1902—1977) — науковець радянських часів, доктор технічних наук (1947), професор (1949).

## З життєпису
1925 року закінчив Дніпропетровський металургічний інститут. 1927-го відкомандирований на Ленінградський турбінний завод для конструкторської роботи. 1929 року вивчав досвід турбінобудування в Німеччині, 1934-го — у Великій Британії.
Від 1930 року працював на Харківському турбінному заводі — замісник начальника, від 1932-го — головний конструктор заводського бюро з турбінобудування, відділ парових турбін.
Під час нацистсько-радянської війни створюється спеціальне конструкторське бюро, яке у евакуації в Красноуфімську очолив Яків Шнее.
Під його керівництвом та за безпосередньої участі була виготовлена перша в СРСР парова турбіна потужністю 50 тис. кВт (турбіна Маковського), створено проекти агрегатів, зокрема — парової турбіни потужністю 100 тис. кВт.
Завідувач кафедри турбінобудування Харківського політехнічного інституту протягом 1941—1976 років.
Під його керівництвом спільно з ВАТ «Турбоатом» було спроектовано останні ступені парових турбін для теплових та атомних електростанцій.
Нагороджений орденом Трудового Червоного Прапора, орденом Леніна (1953), медалями.
Як педагог підготував 35 кандидатів технічних наук, з яких 7 згодом захистили докторські дисертації, серед них — Віталій Маляренко.
Ініціював спорудження нового корпусу кафедри турбінобудування, при кафедрі створюється проблемна науково-дослідна лабораторія та галузева науково-дослідна лабораторія з науковими напрямками «Газодинаміка проточної частини», «Теплообмін у парових і газових турбінах» й «Оптимізація циклів газотурбінних установок».
За його ініціативою в ХПІ була створена спеціалізована вчена рада по захистам кандидатських і докторських дисертацій по турбінобудуванню, парогенераторобудуванню і гідромашинобудуванню.
Був членом Науково-Технічної Ради Міністерства важкого, енергетичного і транспортного машинобудування СРСР, також замісником голови комісії з газових турбін при Академії наук СРСР.
Є автором понад 100 наукових статей, 7 монографій, з них 5 — щодо газових турбін.
Серед робіт:
- двотомник «Газові турбіни», написаний разом з випускниками кафедри турбінобудування
- монографія «Теплові розрахунки парових турбін при змінному режимі роботи».

В грудні 2013 року відкрито біля корпусу турбінобудування меморіальну дошку Якову Шнєе.